# Підступи Верхній (водоспад)
Підсту́пи Верхній — водоспад в Українських Карпатах (масив Сколівські Бескиди). Розташований у межах Стрийського району Львівської області, на південний захід від центральної частини села Кам'янка. 
Висота водоспаду бл. 3,5—4 м. Утворився на струмку Брищиця (ліва притока Кам'янки) в місці, де водний потік перетинає горизонтальні пласти флішу. Водоспад має 2 каскади, кожен з яких складається з декількох дрібних каскадиків, по яких вода збігає наче по сходах. 
Водоспад легкодоступний, але маловідомий. 
Поруч розташований маловодний, проте оригінальний водоспад Дзюрчик. За 30 метрів нижче на цьому ж струмку розташований водоспад Підступи Середній (5 м).

## Світлини та відео

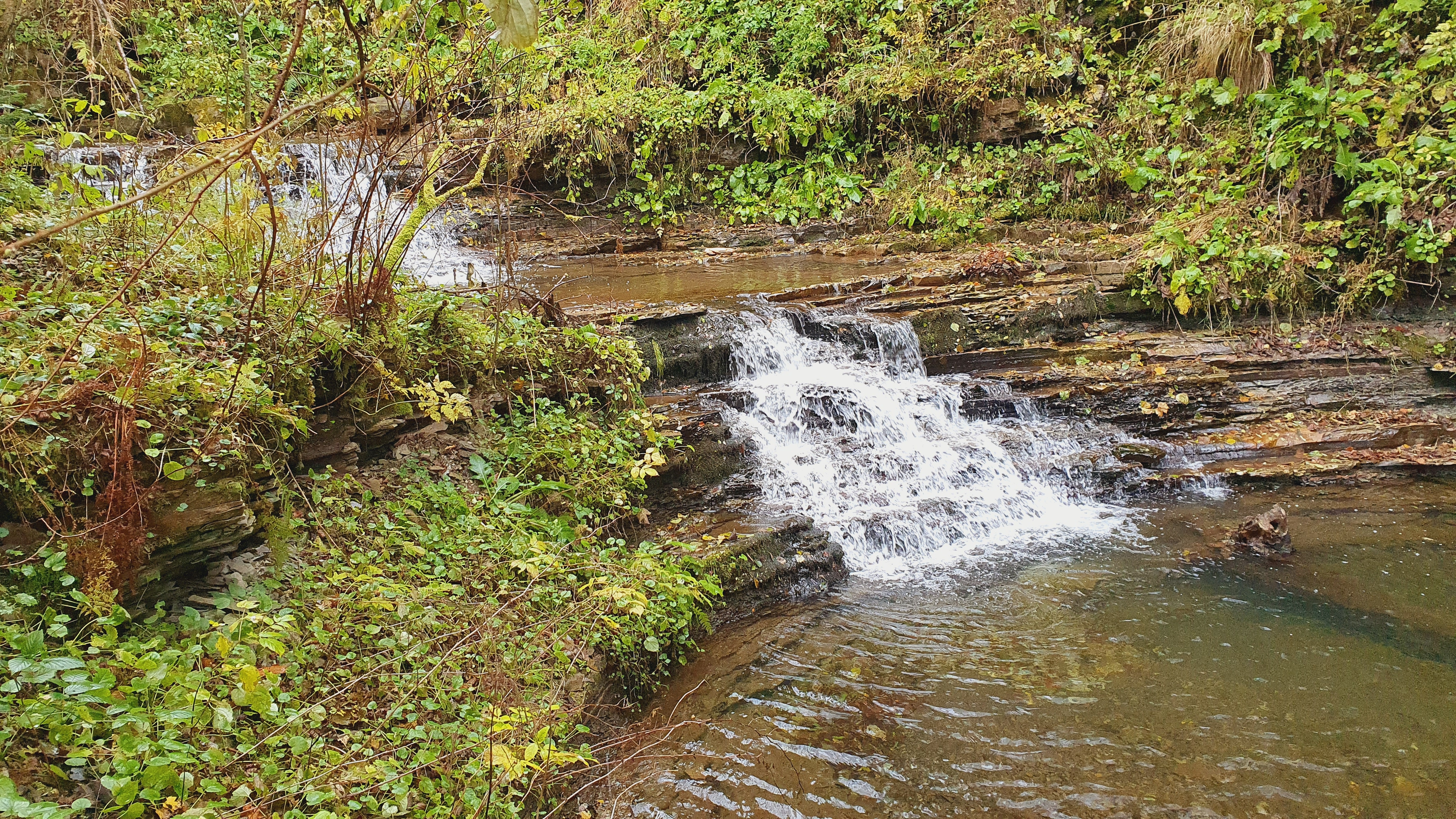
Водоспад збоку
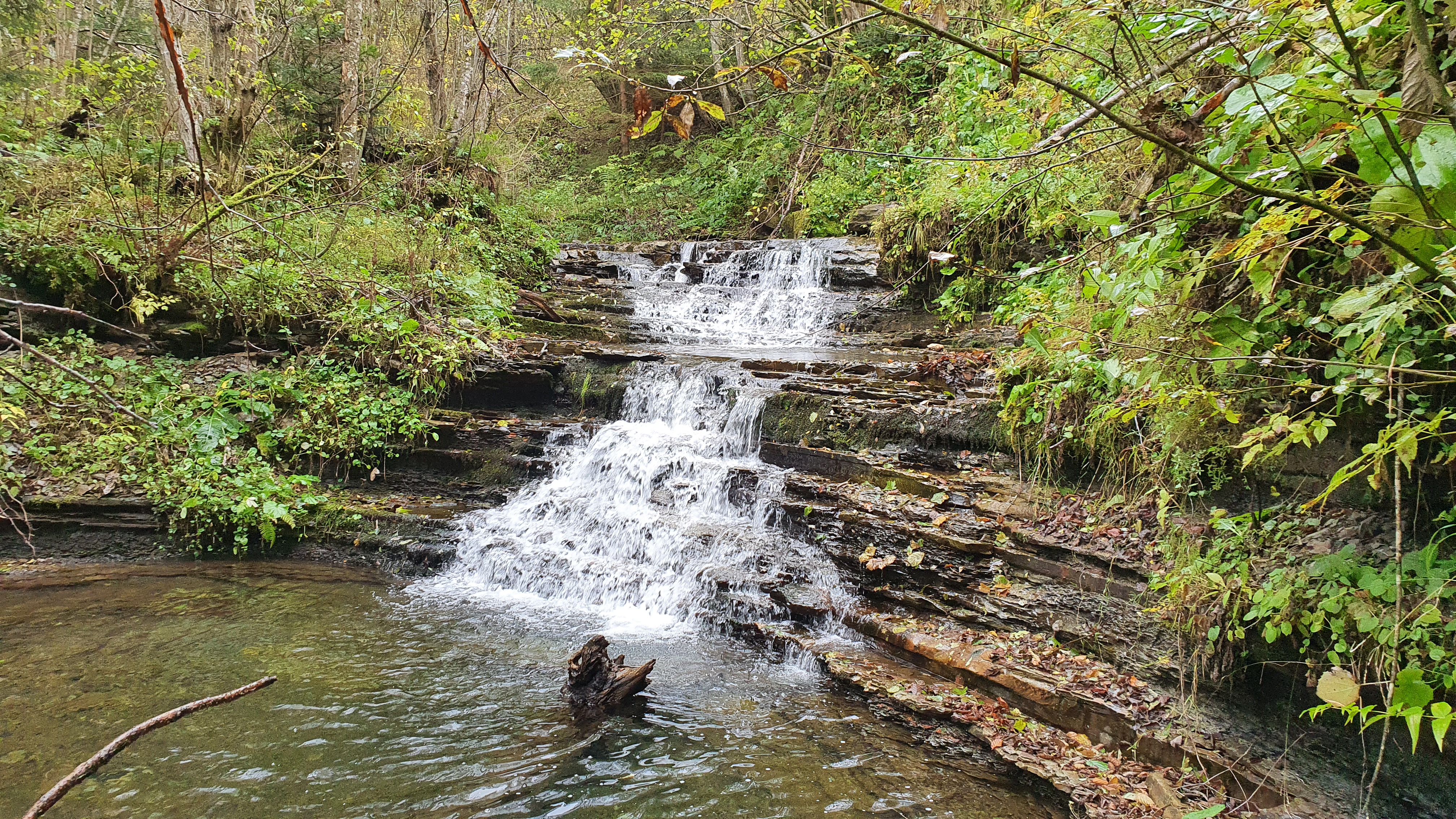
Водоспад зблизька
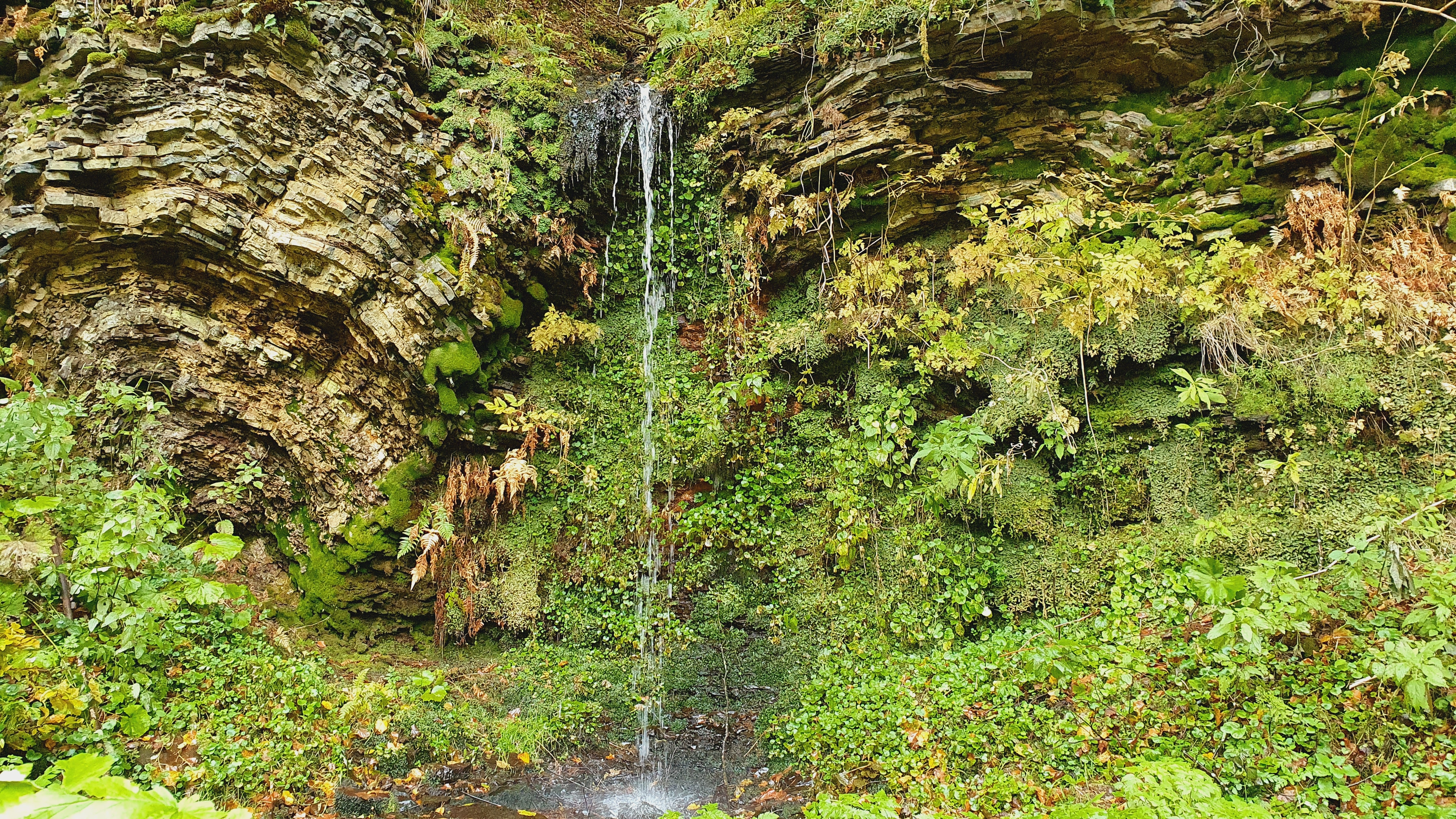
Водоспад Дзюрчик
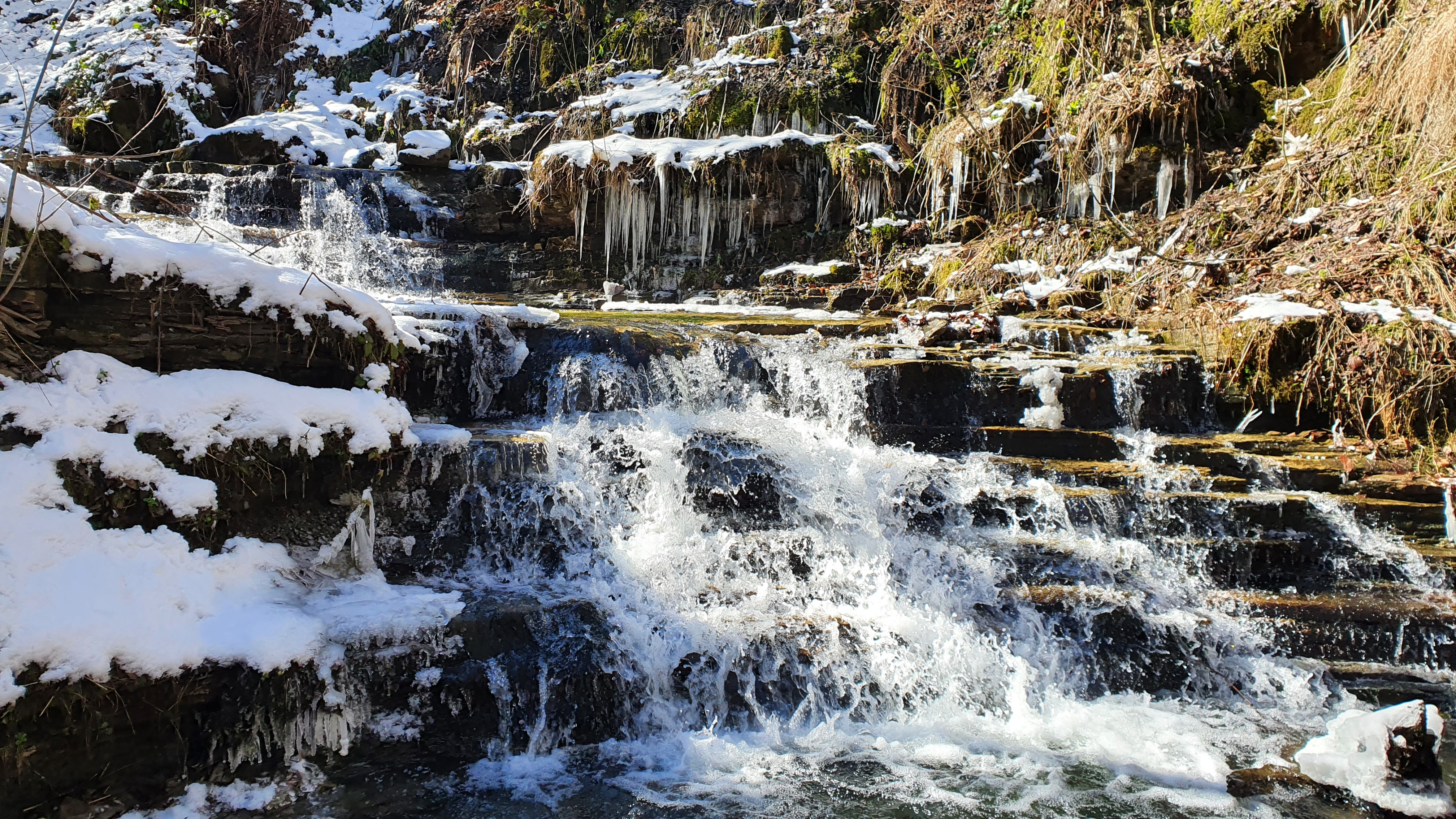
Водоспад взимку
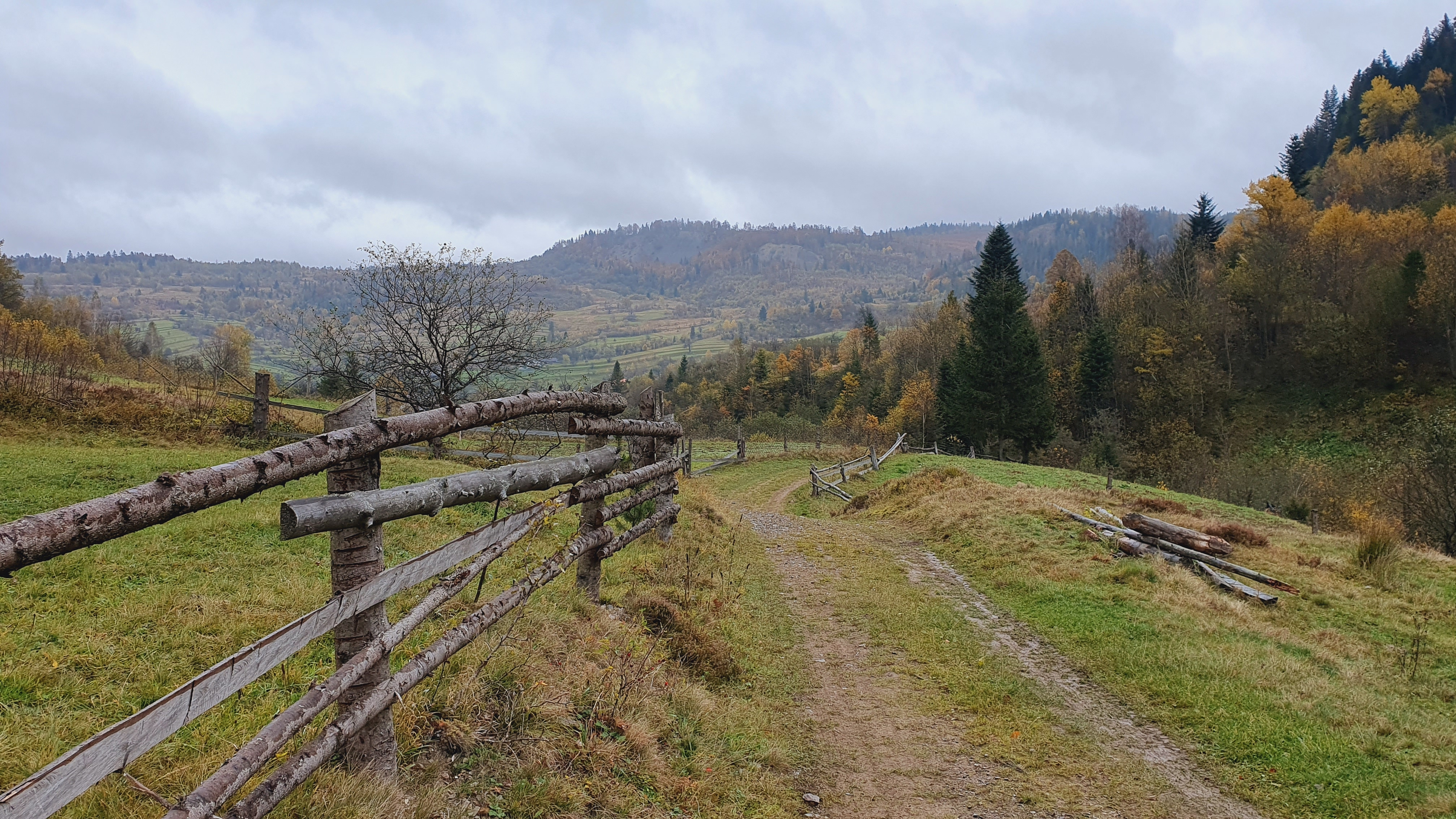
Дорога до водоспадів Підступи Верхній та Дзюрчик
- Відео водоспаду